# Ellesmere Port (stacja kolejowa)
Ellesmere Port (ang: Ellesmere Port railway station) – stacja kolejowa w miejscowości Ellesmere Port, w hrabstwie Cheshire, w Anglii. Jest stacją końcową dla dwóch linii na osobnych sieciach kolejowych. Stacja jest jednym z końców Wirral Line sieci Merseyrail. Stacja jest również pętlą dla Northern Rail linii z Ellesmere Port do Warrington Banku Quay. Obsługuje ok. 375 792 pasażerów rocznie (dane za rok 2021/2022).

## Historia
Stacja znajduje się na oddziale Birkenhead Railway z Hooton do Helsby, która została otwarta w 1863 roku, a samą stację otwarto 1 lipca 1863 pod nazwą Whitby Locks. Nazwa została zmieniona na Ellesmere Port w dniu 1 września 1870 roku. Budynek dworca jest wpisany na National Heritage List for England jako budynek zabytkowy II stopnia.
Ellesmere Port stał się częścią sieci Merseyrail w 1994 roku, kiedy linia z Hooton została zelektryfikowana i rozpoczęto kursowanie pociągów do centrum Liverpoolu poprzez Birkenhead.

## Usługi
Stacja jest czynna od poniedziałku do piątku, między 06:05 a 14:00, i jest nie obsadzona w innych godzinach. Stacja posiada monitoring, parking na 109 miejsc i 10 stojaków na rowery. Każdy peron posiada własną wiatę. na peronach umieszczone są ekrany informujące o bieżących odjazdach i przyjazdach pociągów i informacji pasażerskiej. istnieje automat telefoniczny, obok wejścia, na peronie 1. Na stacji znajdują się automaty biletowe, w hali dworcowej, obok biura rezerwacji. Na peron 1, dla usług Merseyrail, można dostać się przez rampę dla pasażerów na wózkach inwalidzkich lub dla wózków dziecięcych. Peron 2, Northern Rail jest dostępny tylko przez schody. Poruszanie się między peronami jest możliwy wyłączenie przez schody..
Niedawno przeprowadzono eksperyment, w soboty, czy jest zapotrzebowanie na otwarcie stacji w czasie weekendu. W innym czasie, pasażerowie mogą kupić bilety z automatów, które znajdują się na peronach. Można w nich kupić bilety do dowolnego miejsca na sieci kolejowej. Pasażerowie, którzy nie posiadają ważnego biletu na usługi Merseyrail, ponoszą dodatkowe koszty taryfy.
Obecnie trwają prace modernizacyjne budynku stacyjnego na peronie 1, z nowymi i ulepszonymi kasami biletowymi, nowymi toaletami i kawiarnią. Większość prac ma zostać ukończona do końca 2014 roku.

## Połączenia
Wirral Linie Merseyrail działa co 30 minut każdego dnia (również w niedziele) w kierunku Birkenhead i Liverpoolu. Usługi te są świadczone przez flotę Merseyrail pociągami 507 i 508.
W czerwcu 2012 roku, Northern Rail obsługiwał ograniczoną liczbę połączeń (cztery pociągi dziennie w jedną stronę, od poniedziałku do soboty) do Helsby przez Stanlow & Thornton i Ince & Elton, z których dwa z nich kursowały do Warrington Bank Quay (w sobotę jeden)
- Peron 1 służy w kierunku zachodnim Merseyrail.
- Peron 2 służy Northern Rail w kierunku wschodnim do Warrington Bank Quay poprzez Helsby.

## Linie kolejowe
- Wirral Line
- Ellesmere Port to Warrington Line